# Cenomanere (Aulerci)
 For alternative betydninger, se Cenomanere. (Se også artikler, som begynder med Cenomanere)
Aulerci cenomanerne (Latin: Aulerci Cenomanni) var en gallisk stamme, der boede i det moderne Sarthe-departement under jernalderen og den romerske periode. Cenomanerne var den mest magtfulde af Aulerci-stammerne.
Aulerci Cenomani (eller Aulerci Cenomanni) var en gallisk stamme, der boede i det moderne departement Sarthe i løbet af jernalderen og den romerske periode. Cenomanerne var den mest magtfulde af Aulerci-stammerne. [1]

## Navn

### Attester
De nævnes som Aulercos og Aulercis, Cenomanis totidem [alle de samme] af Cæsar (midten af 1. årh. f.Kr.), Aulerci .... Cenomani af Plinius (1. årh. e.Kr.), som Au̓lírkioioi̔ oi̔ Kenománnoi (Αὐλίρκιοιοἱ οἱ Κενομάννοι) af Ptolemæus (2. årh. e.Kr.), og som Ceromannos i Notitia Dignitatum (5. årh. e.Kr.).
n ikke-relateret stamme, der boede nær Massalia i det sydlige Gallien, blev også kaldt cenomanere. En del af cenomanerne eller en anden homonym stamme slog sig ned i det Cisalpine Gallien efter den keltiske invasion af den italienske halvø i det tidlige 4. århundrede f.Kr.